# Real Federación Cántabra de Fútbol
La Real Federación Cántabra de Fútbol (RFCF) es el organismo encargado de velar por ese deporte en Cantabria (España). A nivel sénior, organiza las competiciones de Tercera Federación, Regional Preferente, Primera Regional, Segunda Regional y la fase autonómica de la Copa Real Federación Española de Fútbol. También es la responsable de la selección de fútbol de Cantabria.

## Historia
La aparición del fútbol en Cantabria data de 1903, con la disputa del primer partido de fútbol en el Hipódromo de La Albericia y la creación del primer equipo, el Cantabria Foot-ball Club. En poco tiempo se fueron creando nuevos equipos y se empezó a disputar el Campeonato Provincial (1905) y otros torneos importantes como la Copa Santander.
Los clubs de Cantabria, sin federación propia, se integraron en un principio en la Federación Regional Norte (en 1914 el Real Santander fue el primero en hacerlo) junto a los equipos vascos y disputaron su campeonato regional, que daba acceso al Campeonato de España de fútbol. En 1916 la Federación Española decidió que los clubs de Cantabria pasaran a integrar la Federación Regional Cantábrica de Fútbol junto a los de Asturias. Sin embargo, dos años más tarde volvieron a integrarse en la Federación del Norte, junto a los equipos vizcaínos.
En el verano de 1922 los clubs de Vizcaya y el presidente de la Federación del Norte plantearon el cambio de nombre de Norte por el de Vizcaya, lo cual no gustó a los clubs cántabros. El 16 de julio el presidente de la FRN, Enrique Mollá, propuso finalmente el cambio de Federación Regional del Norte a "Federación Vizcaína de Fútbol, antes Federación Regional del Norte", para evitar de esa manera que si los clubs cántabros decidieran formar su propia federación pudieran hacerse con el nombre y dinero de la extinta FRN; tras la votación en la junta extraordinaria de la FRN ese 16 de julio se aprobó dicho cambio de nombre.
El día 30 de julio, en la asamblea general ordinaria de la FVF, antes FRN, se volvió a votar para revertir el cambio de nombre del 16 de julio. La votación salió adelante y la federación volvió a llamarse del Norte. Esta votación fue resultado de la división entre los clubs vizcaínos y de la necesidad de una parte de estos de contar con el voto a favor de los clubs cántabros para aprobar sus propuestas: los clubs cántabros pidieron como contrapartida la vuelta a la antigua denominación.
El 16 de agosto, tras una nueva y acalorada asamblea en la que el representante de los clubs cántabros abandonó la reunión tras amenazar con llevar el caso a la Federación Española, la FRN pasó a denominarse definitivamente "Federación Vizcaína de Fútbol, antes Federación Regional del Norte".

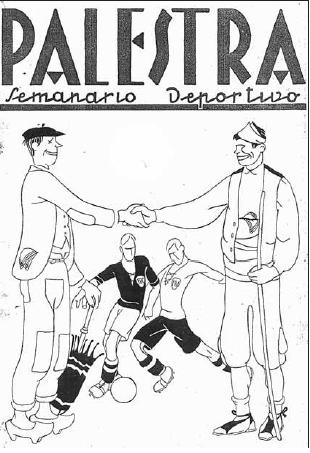
Portada del semanario deportivo La Palestra con motivo del partido amistoso entre las selecciones de fútbol de Cantabria y Aragón disputado el 9 de marzo de 1924 en Santander.

Como respuesta, el día 4 de septiembre los clubs cántabros se reunieron en Santander, mostrándose mayoritariamente a favor de la creación de la Federación Montañesa de Fútbol, frente a la postura del Racing de Santander, favorable a llegar a un acuerdo con los clubs de Vizcaya siempre y cuando la federación volviese a llamarse del Norte, o en su defecto, Federación Vizcaíno-Montañesa de Fútbol.
A partir de entonces se creó una comisión, integrada por Domingo Solís, José Beraza y el periodista Fermín Sánchez (Pepe Montaña) con el objetivo de formar la federación y crear el campeonato regional. Esta comisión se reunió el 22 de octubre con los representantes de los clubs que hasta entonces se integraban en la antigua FRN (los santanderinos Comercial, Eclipse, Racing, Siempre Adelante y Unión Montañesa, y los torrelaveguenses de la Gimnástica) para aprobar el reglamento del nuevo Campeonato Regional. El día 23 se volvieron a reunir para elegir a los integrantes del Comité de la FCF, siendo elegido Domingo Solís como presidente.
La Federación Cántabra de Fútbol se constituyó finalmente de manera oficial el 8 de abril de 1923, con Domingo Solís como primer presidente en su historia, mientras que el primer Campeonato Regional, con 28 clubs divididos en tres categorías, se jugó la temporada 1922-23, logrando la victoria el Racing.
El 9 de marzo de 1924 se jugó en los Campos de Sport de El Sardinero el primer partido de la selección cántabra, frente al combinado de Aragón, cuyo resultado fue la victoria local por 3-0.
En los años 30 se llegaron a integrar dentro de la Federación Cántabra a los clubes de Cantabria, Burgos, La Rioja y Palencia.
En 1941 la Federación Española decidió unir a las federaciones asturiana y cántabra en la Federación Astur-Montañesa de Fútbol, unión que se mantuvo hasta el año 1952 en que los clubs cántabros y asturianos recuperaron su autonomía con sus respectivas federaciones.
A lo largo de la historia la Federación Cántabra de Fútbol ha tenido como presidentes, entre otros, a Domingo Solís (1923), al que sucedería Roberto Álvarez ya en 1923-24; después llegaron Felipe Elizondo (hacia 1925), Antonio Gorordo a finales de los años 20 y Rafael López Dóriga (desde agosto de 1930). Román S. de Acevedo también fue presidente antes de la guerra, mientras que después de esta han ostentado el cargo Juan Antonio Lanuza (años 50), Ángel Regato (años 60), Ricardo Bárcena (años 70 y 80), Alberto Vilar (años 90 hasta 2012) y el actual presidente José Ángel Peláez (desde 2012), entre otros.
En 2023, coincidiendo con su centenario, le fue concedido el título de Real por la Casa de Su Majestad el Rey.

## Organización
La Federación Cántabra de Fútbol está constituida por una Junta Directiva, tres Comités y un Juez Único, de la siguiente forma:
- La Junta Directiva, presidida por José Ángel Peláez.
- El Comité de Competición, presidido por Enrique Menéndez.
- El Comité de Apelación, presidido por Manuel Alonso-Villalobos.
- El Comité Jurisdiccional, presidido por Marcelo Rodríguez-Altónaga.
- El juez Único de Tercera División y Liga Nacional Juvenil, presidido por Adolfo del Álamo.

## Instalaciones
La Federación Cántabra cuenta con una sede situada en la calle Marqués de la Hermida de Santander, así como de un campo de fútbol de hierba artificial propio, el "Campo Manolo Preciado", situado en el lugar de Parayas, Maliaño, municipio de Camargo.

## Competiciones organizadas
Masculinas senior
- Copa RFEF (Fase Regional de Cantabria)*
- Tercera División RFEF (Grupo III)*
- Regional Preferente de Cantabria
  - Copa FCF**[11]
- Primera Regional de Cantabria
- Segunda Regional de Cantabria

(*) Competición nacional, las fases regionales son administradas por las federaciones territoriales.
(**) El campeón se clasifica para la fase previa de la Copa del Rey.